# Amadigi di Gaula
Amadigi di Gaula (nello spagnolo classico della prima edizione e in portoghese: Amadis de Gaula, in spagnolo moderno Amadís de Gaula, anche abbreviato Amadís) è un romanzo cavalleresco, che tratta in particolare della figura del cavaliere errante, molto in voga in tutta la penisola iberica durante il XVI secolo, e che è stato fondamentale per la formazione di scrittori rinascimentali e dell'età barocca. Fu pubblicato per la prima volta nel 1508 da Garci Rodríguez de Montalvo. Tuttavia le sue origini sono più antiche, poiché già nel XIV secolo era molto conosciuto, infatti si pensa risalga al tardo ciclo bretone, e il poema è stato letto certamente da personaggi come Pedro López de Ayala e Pero Ferrús.
Montalvo stesso confessa di avere modificato i primi tre libri ma di essere l'autore del quarto. Inoltre si aggiunge un dubbio sulla nazionalità del romanzo: nel secondo capitolo del libro II, infatti, è presente La villanella, ovvero dei versi quasi simili a quelli di una poesia di João de Lobeira, trovatore portoghese del XIII secolo, compresa nel Canzoniere Colocci-Brancuti. Nonostante questo, quanto sopra non può assolutamente essere affermato con sicurezza, poiché nessun diretto frammento dell'eventuale primitiva versione portoghese ci è pervenuto.

## Trama
La storia comincia narrando l'amore travagliato tra la principessa Elisena d'Inghilterra e il re Periòn di Gaula, dal quale nasce Amadigi. Affinché nessuno venga a sapere di questa nascita segreta, il fanciullo viene abbandonato su una barca in Inghilterra, ma viene recuperato dal cavaliere Gandales, che naviga verso la Scozia, e lo alleva amorevolmente, chiamandolo "Doncel del mar".
È perseguitato dallo stregone Arcalaus, ma è protetto dalla maga Urganda, detta la "Desconocida" (sconosciuta); intanto il fanciullo cresce e diventa bellissimo, e il padre adottivo apprende da Urganda che sarebbe diventato un cavaliere forte e generoso. In seguito Amadigi decide di andare in cerca delle sue vere origini, e ciò lo porterà ad intraprendere avventure fantastiche, sempre sotto la protezione di Urganda: attraversa l'arco incantato dell'"Insola Firme" (una sorta di penisola), compreso il passaggio attraverso l'arco degli amanti fedeli, nel centro dell'"Insola Firme, e affronta Endriago, un terribile mostro, che riuscirà ad uccidere.
Nonostante la fedeltà dimostrata dal cavaliere, Oriana, l'ereditiera del trono di Gran Bretagna di cui l'eroe si è innamorato, si ingelosisce della principessa rivale Briolanja, gli manda una lettera in cui lo accusa di infedeltà e gli proibisce di comparirle davanti. Amadigi obbedisce al volere della dama, ma preso dalla disperazione cambia il suo nome in Beltenebroso e si ritira nella Pena Pobre nella più assoluta solitudine; questo episodio diventerà particolarmente famoso per la parodia che ne fece Miguel de Cervantes nel Don Chisciotte della Mancia. Lascia il suo eremitaggio non appena Lisuarte, padre di Oriana, lo invoca in aiuto, e riprende le sue imprese in tutta Europa. Poco dopo si ritirerà con l'amata sull'"Insola Firme", dove esprimono tutto il loro amore anche attraverso rapporti carnali. Da una di queste unioni Oriana rimane incinta di Esplandián, e in seguito i due si sposano.
Rodriguez de Montalvo aggiunge all'originale racconto delle imprese dell'eroe alcune considerazioni morali, patriottiche, religiose e sugli elementi straordinari che rendono il romanzo affascinante.

## Importanza del romanzo
Amadigi è senza dubbio la figura più rappresentativa della letteratura cavalleresca nella penisola iberica di cui incarna tutte le virtù, come la fedeltà, il coraggio, la forza e la generosità, e proprio per questo fu ripreso come modello anche in altri paesi. Infatti nel Don Chisciotte, nell'episodio in cui il curato e il barbiere decidono di dare al rogo tutti i testi cavallereschi della libreria di Don Chisciotte, il barbiere difenderà il romanzo Amadigi di Gaula affermando che "è il miglior di quanti libri di simil fatta furono composti".

## Opere derivate
Su Amadigi di Gaula sono state realizzate anche alcune altre opere tra cui:
- Amadis (1684) di Jean-Baptiste Lully
- Amadis de Grèce (1699) di André Cardinal Destouches
- Amadigi di Gaula (1715) di George Frideric Handel
- Amadis de Gaule (1779) di Johann Christian Bach
- Amadis (1922) di Jules Massenet